# Negha meridionalis
Negha meridionalis is een kameelhalsvliegensoort uit de familie van de Inocelliidae. De soort komt voor in het zuidwesten van de Verenigde Staten.
Negha meridionalis werd voor het eerst wetenschappelijk beschreven door U. Aspöck in 1988.